# Saskia Husberg
Saskia Mathilde Snöfrid Husberg, född 23 november 1981 i Väsby församling, är en svensk skådespelare.

## Biografi
Husberg är utbildad vid Teaterhögskolan i Luleå och har framträtt med bland annat Teater Tribunalen (där hon även regisserat) inklusive denna grupps samarbete med Teater Galeasen samt vidare med Giron Sámi Teáhter och Regionteatern Blekinge Kronoberg. Hon har också medverkat i Radioteaterns uppsättning av Rött och svart.

## Filmografi
- 2010 – Isberg[9]
- 2010 – Vermilion[10]
- 2012 – Lifestyle
- 2013 – Lyssna
- 2020 – Morden i Sandhamn (TV-serie)

## Teater

### Roller (ej komplett)
| År   | Roll    | Produktion                                            | Regi          | Teater                                              |
| ---- | ------- | ----------------------------------------------------- | ------------- | --------------------------------------------------- |
| 2006 | Perdita | En vintersaga (The Winter's Tale) William Shakespeare | Martha Vestin | Helsingborgs stadsteater/ Sommarteater på Krapperup |
| 2012 |         | Wasteland Emma Broström                               | Anna Sjövall  | Regionteatern Blekinge Kronoberg                    |